# Grocholscy herbu Topór
Grocholscy herbu Topór – polski ród szlachecki pochodzący z Wielkopolski.

## Historia
Gniazdem rodziny była prawdopodobnie wieś Grocholin niedaleko Kcyni. Najstarsze informacje o przedstawicielach rodu pochodzą z 1473 roku i mówią o Janie, synu Marka z Grocholina, alias z Kcyni, który przebywał na Uniwersytecie Krakowskim oraz o Mikołaju i Janie którzy prowadzili własne poczty na wojnę turecką w 1498 roku. W 1790 roku Antoni i Jan herbu Topór wylegitymowali się ze szlachectwa w Wydziale Stanów we Lwowie.